# Haplochromis elegans
Haplochromis elegans är en fiskart som beskrevs av Trewavas, 1933. Haplochromis elegans ingår i släktet Haplochromis och familjen Cichlidae. IUCN kategoriserar arten globalt som livskraftig. Inga underarter finns listade i Catalogue of Life.